# 효정순황후
효정순황후 왕씨(孝貞純皇后 王氏, 정통 7년 7월 11일(1442년 8월 6일) ~ 정덕 13년 2월 13일(1518년 3월 23일))는 성화제의 계후(황후)이다.

## 생애
성화제가 태자 시절에 오씨(吳氏), 백씨(柏氏)와 같이 성화제의 후궁으로 들어왔다. 성화제가 즉위 후 황후를 간택하려고 할 때, 최종적으로 전태후(錢太后)와 주태후(周太后)의 의견 일치로 오씨가 황후로 책봉되었다. 그러나 오씨는 만귀비(萬貴妃)의 계략의 의해 황후가 된지 약 한달만에 폐위되고, 성화제는 만귀비에게 황후의 자리를 주려고 하였으나 주태후의 반대로 왕씨가 황후가 되었다. 그러나 왕씨는 만귀비가 두려워 황후의 전권을 만귀비에게 주고, 정작 황후 왕씨는 꼭두각시 생활을 하게 되었다.
성화제 사후, 홍치제가 즉위하자 황후 왕씨는 황태후에, 다시 정덕제가 즉위하자 태황태후가 되었다. 정덕 13년 2월(1518년) 붕어하였다.

## 시호, 능호
정덕 5년(1510년)에 정덕제는 태황태후 왕씨에게 자성강수태황태후(慈聖康壽太皇太后)라는 존호를 올렸다.
사후 효정장의공정인자흠천보성순황후(孝貞莊懿恭靖仁慈欽天輔聖純皇后)의 시호를 받았으나, 가정제 때 적서구분 계기로 정후에게만 제호가 올려졌다. 따라서 효정황후는 성화제의 계후였기 때문에 황제의 제호를 쓰면 안되었으나, 폐후는 황후로 인정하지 않기 때문에 왕씨가 실질적으로 정후가 돼서 제호를 쓸수가 있게 되었다.
능호는 무릉(茂陵)이다.